# Giorgio De Togni
Giorgio De Togni (ur. 7 lipca 1985 w Ferrara) – włoski siatkarz, grający na pozycji środkowego. 

## Sukcesy klubowe
Superpuchar Włoch:
- 2004

Puchar Włoch:
- 2005

Mistrzostwo Włoch:
- 2005
- 2010

Puchar CEV:
- 2011

## Sukcesy reprezentacyjne
Igrzyska Śródziemnomorskie:
- 2009, 2013